# Nova Slovenija
Nova Slovenija – Krščanski demokrati (kratica NSi) je desnosredinska krščansko demokratska politična stranka v Sloveniji. Stranka je nastala ob razcepu stranke SLS+SKD leta 2000. Je polnopravna članica Evropske ljudske stranke (EPP) in članica poslanske skupine EPP v Evropskem parlamentu. Doslej je sodelovala v treh slovenskih vladah: v 8. vladi Republike Slovenije, v 10. vladi Republike Slovenije in v 14. vladi Republike Slovenije.
Trenutni predsednik je Matej Tonin.

## Politična usmeritev
Nova Slovenija se opredeljuje kot krščansko demokratska stranka. V programsko ospredje postavlja varovanje temeljnih osebnih ter političnih pravic in svoboščin ter zasebne lastnine.
Pri svojem delovanju stranka velik poudarek namenja družinski politiki. Zagovarjajo več pravic za velike družine ter poudarjajo pomen družine kot osnovne družbene celice. Nasprotujejo pravici istospolnih parov do posvojitve otrok.
Stranka NSi zagovarja ekološko-socialno-tržno smer gospodarstva, pri tem pa poudarja potrebo po popolni privatizaciji državnih podjetij in pozitiven odnos države do družinskih, malih in srednjih podjetij. Zagovarjajo razbremenitev gospodarstva z znižanjem davkov tako za fizične osebe kot podjetja. Zavzemajo se tudi za racionalizacijo javnega sektorja, oziroma zmanjšanje števila zaposlenih v javnem sektorju.
Vlogo države in javne uprave stranka NSi vidi predvsem v zagotavljanju storitev državljanom, njeno poseganje v posamezne družbene podsisteme pa mora biti omejeno na najmanjšo potrebno mero.
NSi je proevropska stranka in zagovarja tesnejše povezovanje na evropski ravni.

## Zgodovina
Nova Slovenija je bila ustanovljena 4. avgusta 2000 po odcepu od združene stranke SLS+SKD Slovenska ljudska stranka (današnje SLS). Prvi predsednik stranke je bil Andrej Bajuk. Na državnozborskih volitvah leta 2000 je NSi dobila 8,66 odstotkov in z osmimi poslanci sestavljala opozicijo.
Na prvih volitvah v Evropski parlament leta 2004 je NSi dosegla 23,06 odstotka glasov in tako zmagala. Evropska poslanca sta postala Lojze Peterle in Ljudmila Novak. Istega leta je stranka na parlamentarnih volitvah dosegla 9,09 odstotka in sestavljala vlado. NSi je imela štiri ministrske resorje.
Andrej Bajuk, dotedanji predsednik, je konec septembra 2008 zaradi slabih rezultatov na državnozborskih volitvah vodstvu stranke ponudil svoj odstop. Stranka se namreč po neuradnih rezultatih štetja glasov ni uvrstila v državni zbor.
Na predčasnem volilnem kongresu 15. novembra 2008 je Andreja Bajuka zamenjala Ljudmila Novak, ki je ponovni mandat za vodenje NSi dobila še 11. decembra 2010 na volilnem kongresu v Kranju in 9. decembra 2012 na volilnem kongresu v Vipavi.
17. novembra 2019 se je k Novi Sloveniji pripojila stranka ReSET.
Na 14. kongresu Nove Slovenije, ki je 21. novembra 2020 zaradi epidemije koronavirusa potekal virtualno, je bil za predsednika kot edini kandidat izvoljen Matej Tonin. Na kongresu so se predstavili tudi kandidati za organe stranke, ki so bili voljeni po pošti v naslednjih dneh. Rezultate so razglasili 26. novembra 2020.
V Državnem zboru Republike Slovenije je prisotna:
- 3. državni zbor Republike Slovenije: 8 poslancev,
- 4. državni zbor Republike Slovenije: 9 poslancev,
- 6. državni zbor Republike Slovenije: 4 poslanci,
- 7. državni zbor Republike Slovenije: 5 poslancev,
- 8. državni zbor Republike Slovenije: 7 poslancev.
- 9. državni zbor Republike Slovenije: 8 poslancev

## Rezultati volitev

### Državnozborske volitve
| Volitve | Št. glasov | %    | +/–        | Sedeži | +/–        | Mesto | Vlada                                       |
| ------- | ---------- | ---- | ---------- | ------ | ---------- | ----- | ------------------------------------------- |
| 2000    | 93.247     | 8,66 | Stagnacija | 8 / 90 | Stagnacija | 5.    | Opozicija                                   |
| 2004    | 88.073     | 9,09 | 0,43       | 9 / 90 | 1          | 4.    | Koalicija                                   |
| 2008    | 35.774     | 3,40 | 6,69       | 0 / 90 | 9          | 8.    | –                                           |
| 2011    | 53.758     | 4,88 | 1,48       | 4 / 90 | 4          | 7.    | Koalicija (2012-2013) Opozicija (2013-2014) |
| 2014    | 48.846     | 5,59 | 0,71       | 5 / 90 | 1          | 6.    | Opozicija                                   |
| 2018    | 62.682     | 7,13 | 1,54       | 7 / 90 | 2          | 6.    | Opozicija (2018-2020) Koalicija (2020-2022) |
| 2022    | 81.794     | 6,86 | 0,27       | 8 / 90 | 1          | 3.    | Opozicija                                   |

#### Volitve v Državni zbor 2000
Na državnozborskih volitvah, ki so potekale 15. oktobra 2000, je stranka osvojila 8,66 % oz. 93.247 glasov, kar ji je prineslo 8 poslanskih mest.

#### Volitve v Državni zbor 2004
Na državnozborskih volitvah, ki so potekale 3. oktobra 2004, je stranka osvojila 9,09 % oz. 88.073 glasov, kar ji je prineslo 9 poslanskih mest.

#### Volitve v Državni zbor 2008
Na državnozborskih volitvah, ki so potekale 21. septembra 2008, je stranka osvojila 3,40 % oz. 35.774 glasov, s čimer je izpadla iz parlamenta. Neuspeh na volitvah je botroval odstopu predsednika stranke Andreja Bajuka, ki ga je nasledila Ljudmila Novak.

#### Volitve v Državni zbor 2011
Na državnozborskih volitvah, ki so potekale 4. decembra 2011, se je stranka vrnila v državni zbor in osvojila 4 poslanska mesta. Po volitvah je sodelovala v vladi Janeza Janše. V skladu s koalicijsko pogodbo je dobila dva ministrska resorja.

#### Volitve v Državni zbor 2014
Stranka je na volitvah z 5,59 % glasov prejela 5 poslanskih mandatov.

#### Volitve v Državni zbor 2018
Stranka je na volitvah, ki so potekale 3. junija 2018, dosegla 7,13 % glasov in tako prejela 7 poslanskih mandatov.

#### Volitve v Državni zbor 2022
Nova Slovenija se je na volitve podala s sloganom "Odločno naprej", v kampanji so pogosto izpostavljali uspehe njihovih ministrov v 14. vladi Republike Slovenije. Stranka je na volitvah postala tretja največja parlamentarna stranka; osvojili so 81.794 oz. 6,86 % glasov. S tem so število svojih poslanskih mest povišali na osem.

### Lokalne volitve

#### Lokalne volitve 2018
Stranka je na lokalnih volitvah 2018 dobila 10 županov.

#### Lokalne volitve 2022
Na lokalnih volitvah 2022 so dobili 11 županov in 193 občinskih svetnikov. Župane iz vrst Nove Slovenije ali iz koalicije strank z NSi so dobili v občinah: Rogatec (Martin Mikolič), Sveti Tomaž (Mirko Cvetko), Vojnik (Branko Petre), Horjul (Janko Prebil), Sveta Trojica (David Klobasa), Zavrč (Slavko Pravdič), Kamnik (Matej Slapar), Žužemberk (Jože Papež), Gornji Petrovci (Franc Šlihthuber), Vransko (Nataša Juhart), Rečica ob Savinji (Majda Potočnik), Sodražica (Blaž Milavec) in Rogaška Slatina (Branko Kidrič).

### Evropske volitve
| Volitve | Št. glasov | %     | +/–        | Sedeži | +/–        | Mesto |
| ------- | ---------- | ----- | ---------- | ------ | ---------- | ----- |
| 2004    | 102.753    | 23,57 | Stagnacija | 2 / 7  | Stagnacija | 1.    |
| 2009    | 76.866     | 16,58 | 6,99       | 1 / 8  | 1          | 3.    |
| 2014    | 66.760     | 16,60 | 0,02       | 1 / 8  | 0          | 2.a   |
| 2019    | 53.621     | 11,12 | 5,48       | 1 / 8  | 0          | 4.    |
| 2024    | 51.812     | 7,68  | 3,44       | 1 / 9  | 0          | 5.    |

^a  Stranka se je na volitve podala na skupni listi NSi+SLS.
|                | Mandatno obdobje | Mandatno obdobje | Mandatno obdobje | Mandatno obdobje | Mandatno obdobje |
| 2004–2009      | 2009–2014        | 2014–2019        | 2019–2024        | 2024–2029        |                  |
| -------------- | ---------------- | ---------------- | ---------------- | ---------------- | ---------------- |
| Lojze Peterle  |                  |                  |                  |                  |                  |
| Ljudmila Novak |                  |                  |                  |                  |                  |
| Matej Tonin    |                  |                  |                  |                  |                  |

#### Volitve v Evropski parlament 2004
Na prvih evropskih volitvah v Sloveniji je Nova Slovenija zmagala, dobila je 23,57 % glasov in osvojila dva mandata v Evropskem parlamentu. Izvoljena sta bila Lojze Peterle in Ljudmila Novak.
1. Lojze Peterle
2. Ljudmila Novak
3. Anton Kokalj
4. Alenka Šverc
5. Janez Vasle
6. Maruša Novak
7. Jernej Pavlin.

#### Volitve v Evropski parlament 2009
Na volitvah v Evropski parlament leta 2009 je stranka prejela 16,58 % glasov, za evropskega poslanca je bil izvoljen nosilec liste Lojze Peterle.
1. Lojze Peterle
2. Ljudmila Novak
3. Mojca Kucler Dolinar
4. Anton Kokalj
5. Alenka Šverc
6. Klemen Žumer
7. Ksenija Kraševec.

#### Volitve v Evropski parlament 2014
Na volitve se je Nova Slovenija podala na skupni listi s Slovensko ljudsko stranko. Naveza je prejela 16,60 % glasov in si tako priborila 2 poslanska mandata. Zasedla sta ju nosilec liste Lojze Peterle (NSi) in Franc Bogovič (SLS).
Kandidati so bili razvrščeni v naslednjem vrstnem redu:
1. Lojze Peterle
2. Aleš Hojs
3. Monika Kirbiš Rojs
4. Anton Bebler
5. Vida Čadonič Špelič
6. Jakob Presečnik
7. Ljudmila Novak
8. Franc Bogovič.

#### Volitve v Evropski parlament 2019
Stranka se je odločila, da bo na volitvah nastopila s samostojno listo. Dalj časa se je ugibalo o tem, ali bo Lojze Peterle še vedno vodilni kandidat, a ga je na tem mestu zamenjala Ljudmila Novak.
Kandidati so bili razvrščeni v naslednjem vrstnem redu:
1. Ljudmila Novak – poslanka DZ RS
2. Jožef Horvat – poslanec DZ RS
3. Lojze Peterle – evropski poslanec
4. Iva Dimic – poslanka DZ RS
5. Mojca Erjavec – uradnica sveta EU in podjetnica
6. Katja Berk Bevc – asistentka za blagovne znamke
7. Franci Demšar – raziskovalec in nekdanji minister za obrambo
8. Žiga Turk – politik in prof. na Fakulteti za gradbeništvo in geodezijo Univerze v Ljubljani.

Nova Slovenija je osvojila 11,06 % oz. 52.244 glasov, torej en poslanski mandat, ki ga je zasedla nosilka liste Ljudmila Novak.
Kandidat Žiga Turk je klub temu, da je član na listi NSi, ostal član Slovenske demokratske stranke ter iz nje brez medijske objave izstopil na volilni vikend.

#### Volitve v Evropski parlament 2024
V stranki NSi so kot prvi začeli oblikovati listo kandidatov za volitve. V začetku julija 2023 so k sodelovanju na skupni listi povabili Platformo sodelovanja, ki jo vodi Anže Logar, ter stranko SLS pod vodstvom Marka Balažica. Slednji so bili sodelovanju sprva naklonjeni, medtem ko je Logar po zasedanju upravnega odbora platforme, ki se je sestal 7. septembra, sporočil, da se na evropske volitve ne bodo podali. Kasneje je stranko zavrnila tudi SLS, saj so začeli oblikovati svojo listo.
4. septembra je potekala klavzura stranke NSi, na kateri so evidentirali kandidate za volitve. Med njimi sta bila poslanca in nekdanja ministra Janez Cigler Kralj in Jernej Vrtovec, aktualna evroposlanka Ljudmila Novak, pa tudi predsednik stranke Matej Tonin.
Na tradicionalnem zimskem posvetu v začetku januarja 2024 so v stranki razpravljali tudi o evropskih volitvah. Predstavljeni so bili skoraj vsi kandidati, ki bodo nastopili na listi NSi-ja. Kandidirali bodo: Ljudmila Novak, poslanci Jernej Vrtovec, Janez Cigler Kralj in Vida Čadonič Špelič, predsednik stranke Matej Tonin, ki naj bi po poročanju časnika Večer bil tudi nosilec liste, predsednik Kluba županov in svetnikov NSi David Klobasa, predsednica Mlade Slovenije Katja Berk Bevc in občinska svetnica z Raven na Koroškem Mojca Erjavec.
V ponedeljek, 25. marca 2024 je izvršilni odbor NSi potrdil končno listo kandidatov, ki so jo javnosti nato uradno predstavili naslednji dan, 26. marca. Za nosilca liste so določili predsednika stranke Mateja Tonina, Ljudmila Novak pa je zasedla zadnje mesto na listi.
1. Matej Tonin
2. Katja Berk Bevc
3. David Klobasa
4. Mojca Sojar
5. Mojca Erjavec
6. Janez Cigler Kralj
7. Vida Čadonič Špelič
8. Jernej Vrtovec
9. Ljudmila Novak.

Na volitvah 9. junija je stranka prejela 7,68 % glasov, s čimer je zasedla 5. mesto med listami in osvojila en mandat v Evropskem parlamentu. Za evroposlanca je bil izvoljen nosilec liste, Matej Tonin.

## Dosedanji predsedniki NSi
| #  | Predsednik | Predsednik     | Mandat         | Mandat          |
| #  | Predsednik | Predsednik     | Začetek        | Konec           |
| -- | ---------- | -------------- | -------------- | --------------- |
| 1. |            | Andrej Bajuk   | 2000           | 2008            |
| 2. |            | Ljudmila Novak | 2008           | 31. januar 2018 |
| 3. |            | Matej Tonin    | 21. april 2018 | na položaju     |

## NSi v Vladi Republike Slovenije

### 8. vlada Republike Slovenije (2004–2008)
Nova Slovenija je vstopila v 8. vlado Republike Slovenije, katere predsednik je bil Janez Janša iz Slovenske demokratske stranke. Poleg SDS in NSi sta koalicijo sestavljali še Slovenska ljudska stranka in Demokratična stranka upokojencev Slovenije. Vlada je prisegla 3. decembra 2004, mandat pa redno končala 21. novembra 2008. Stranki so pripadli štirje resorji.
Ministri
- Minister za finance – Andrej Bajuk
- Minister za delo, družino in socialne zadeve – Janez Drobnič, kasneje Marjeta Cotman
- Minister za pravosodje – Lovro Šturm
- Minister za visoko šolstvo – Jure Zupan, kasneje Mojca Kucler Dolinar

### 10. vlada Republike Slovenije (2012–2013)
Nova Slovenija je vstopila v 10. vlado Republike Slovenijo, ki je bila po tem, ko predsednik Pozitivne Slovenije Zoran Janković ni dobil zadostne podpore v parlamentu, sestavljena s strani predsednika Janeza Janše iz Slovenske demokratske stranke. Poleg SDS in NSi so koalicijo sestavljale še Slovenska ljudska stranka, Demokratična stranka upokojencev Slovenije ter Državljanska lista Gregorja Viranta. Vlada je prisegla 10. februarja 2012. Po ugotovljenih sumih korupcije s strani Komisije za preprečevanje korupcije, je bila predsedniku vlade Janezu Janša izglasovana nezaupnica, s čimer je vlada 20. marca 2013 razpadla. V vladi sta Novi Sloveniji pripadla dva resorja.
Ministra
- Ministrica brez listnice pristojna za Slovence po svetu – Ljudmila Novak
- Minister za obrambo – Aleš Hojs

### 14. vlada Republike Slovenije (2020–2022)
Po odstopu predsednika 13. vlade Republike Slovenije Marjana Šarca, je Nova Slovenija vstopila v novo koalicijo, katere mandatar je bil predsednik Slovenske demokratske stranke Janez Janša. Poleg SDS in NSi sta koalicijo sestavljali še Stranka modernega centra in Demokratična stranka upokojencev Slovenije. Vlada je prisegla 13. marca 2020, ravno v začetku epidemije koronavirusa, ki je bila tudi glavna tema prvih mesecev delovanja vlade. Novi Sloveniji so kot tretji največji vladni stranki pripadla tri ministrska mesta. Z izstopom več poslancev iz Stranke modernega centra, je NSi postala druga največja vladna stranka. Ker je bil med izstoplimi poslanci SMC tudi predsednik državnega zbora Igor Zorčič, je vlada kot njegovo zamenjavo predlagala Jožefa Horvata, saj je ta položaj pripadal drugi največji koalicijski stranki. Vladi v dveh poskusih Zorčiča ni uspelo zamenjati.
17. julija 2021 je vlada povečala ministrsko ekipo, dodan je bil minister brez resorja, pristojen za digitalno preobrazbo. Na to mesto je bil v državnem zboru imenovan Mark Boris Andrijanič, ki je pripadel kvoti Nove Slovenije.
Po objavi prisluhov, v katerih se je okoljski minister Vizjak v času prve Janševe vlade, takrat kot gospodarski minister, s podjetnikom Bojanom Petanom pogovarjal o prevzemu Term Čatež. Zaradi več korupcijskih sumov in neprimernih izjav v pogovoru je Nova Slovenija opravila pogovor z Vizjakom in se 10. novembra 2021 odločila, da mu odreče podporo kot ministru.
Ministri
- Matej Tonin, minister za obrambo
- Janez Cigler Kralj, minister za delo, družino, socialne zadeve in enake možnosti
- Jernej Vrtovec, minister za infrastrukturo
- Mark Boris Andrijanič, minister brez resorja, pristojen za digitalno preobrazbo

Državni sekretarji
- Damijan Jaklin, državni sekretar na ministrstvu za obrambo
- Aleš Mihelič, državni sekretar na ministrstvu za infrastrukturo
- Cveto Uršič, državni sekretar na ministrstvu za delo, družino, socialne zadeve in enake možnosti
- Mateja Ribič, državna sekretarka na ministrstvu za delo, družino, socialne zadeve in enake možnosti

## Organiziranost

### Organi stranke
- Predsednik: Matej Tonin
- Podpredsedniki: Janez Cigler Kralj, Vida Čadonič Špelič, Maria Ivana Tekavec
- Vodja poslanske skupine: Janez Cigler Kralj
- Namestnik vodje poslanske skupine: Aleksander Reberšek
- Predsednica sveta: Alenka Šverc
- Predsednik nadzornega odbora: Silvo Sok
- Predsednik razsodišča: Ignac Polajnar
- Glavni tajnik: Robert Ilc
- Mednarodni tajnik: Jakob Bec
- Izvršilni odbor: 18 članov
- Nadzorni odbor: 5 članov
- Razsodišče: 5 članov

### Organizacijske oblike
- Mlada Slovenija (podmladek stranke) – predsednica Katja Berk Bevc,
- Ženska zveza – predsednica Nadja Ušaj Pregeljc,
- Zveza seniorjev – predsednik Zdravko Luketič,
- Delavska zveza – predsednik Janez Cigler Kralj,
- Gospodarski klub – predsednica Nataša Hudelja,
- Klub županov in svetnikov – predsednik David Klobasa,
- Kmečka zveza NSi - predsednik Janez Beja
- Zelena zveza NSi -  predsednik Nejc Vesel

### Poslanska skupina
Glej: Poslanska skupina Nove Slovenije